# Thrácké náboženství

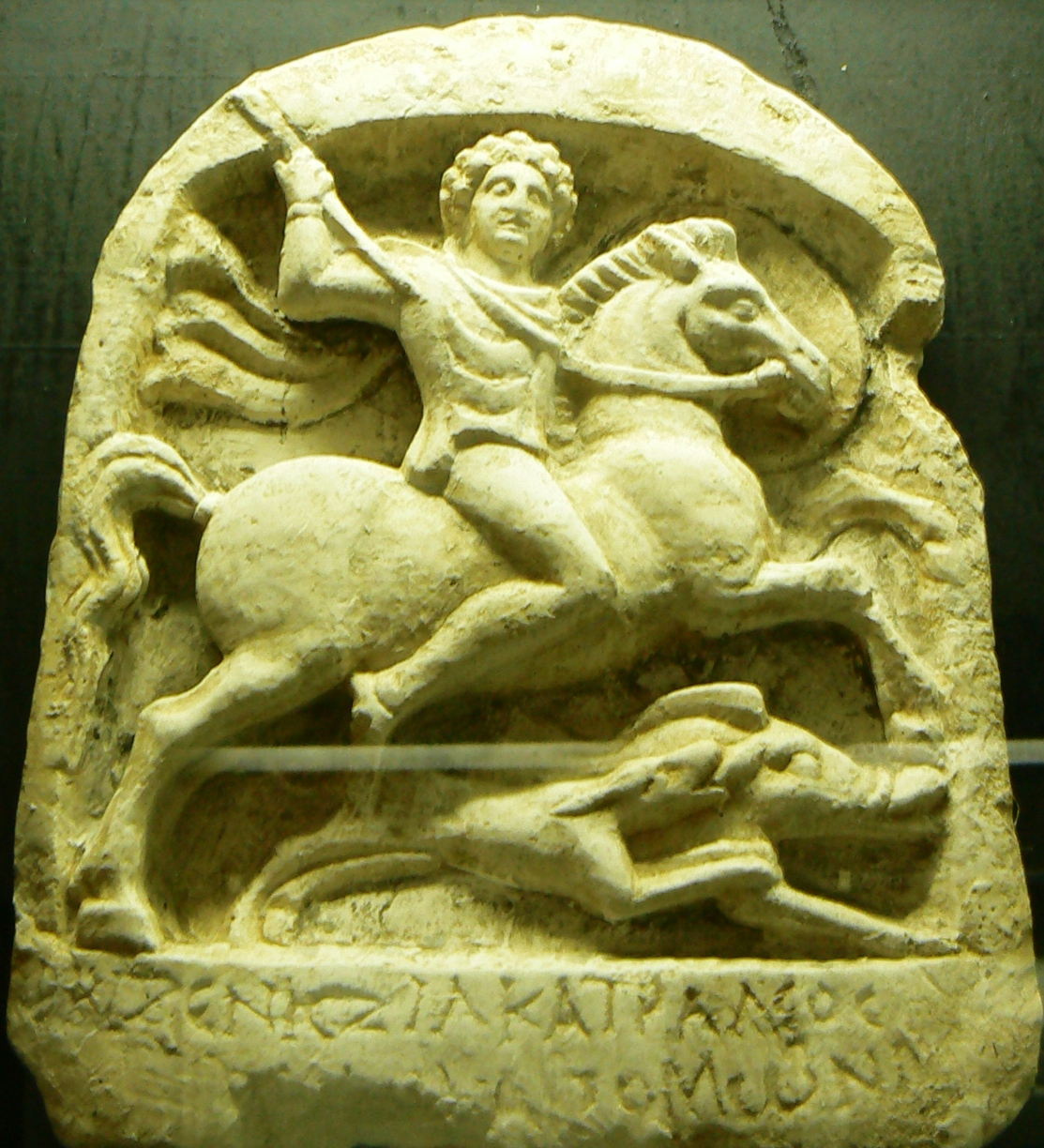
Thrácký jezdec se psem a kancem na basreliéfu z 3. století, Historické muzeum v Tetevenu

Thrácké náboženství označuje soubor věrských představ a praktik starověkého národa Thráků, zahrnujícího též Geto-Dáky, kteří obývali východní Balkán a část Malé Asie. V důsledku neexistence písemných zpráv Thráků o jejich náboženství jsme odkázáni především na řecké a římské zdroje. Podle Hérodotových Dějin z 5. století př. n. l. uctívali Thrákové tato božstva, která v rámci interpratio graeca pojmenoval řeckými jmény:
| „ | Neuctívají jiné bohy než Área, Dionýsa a Artemidu. Jejich knížata, na rozdíl od svých poddaných, uctívají Herma nade všemi bohy, přísahají jen v jeho jménu a označují ho za svého předka. | “ |

Z jiných zdrojů jsou známa božstva jako je Bendis, Kotys a Sabazios, jejich funkce a význam jsou však nejasné, náboženský význam pravděpodobně také měla postava Thráckého jezdce. Řekové též připisovali thrácký původ Dionýsovi a Orfeovi. Je zmiňován také zvyk pohřbívat či spalovat vdovy po boku mrtvého manžela podobný indickému satí. U thráckého kmene Mýsijců obývajícího Malou Asii jsou zmiňováni v celibátu a na bezmasé stravě žijící ktistais a kapnobátai.
Z Dácie je znám kult Zalmoxise, náboženského reformátora a boha, podobný pythagorejství, s kterým byl již ve starověku spojován. Později Zalmoxis splynul s hromovládným bohem Gebeleizisem.